# Čevabčiči
Čevabčiči (turecky kebab, bulharsky кебапче, кебапчета, chorvatsky a bosensky ćevapčići, ćevapi, srbsky ћевапчићи, ћевапи, rumunsky mici, makedonsky ќебапи, slovinsky čevapčiči, italsky cevapcici) nebo čevapčiči je masový pokrm podobný klobáse a karbanátku. Je považován za národní pokrm Bosny a Hercegoviny. Dále je běžný v Srbsku, Chorvatsku, Černé Hoře, Severní Makedonii, Kosovu, Slovinsku, Albánii nebo Rakousku.

## Původ
Původ čevabčiči je v turkických oblastech, odkud se z původního kebabu (kebab – čevap) rozšířil na Balkán. Z původního tvaru servírované porce (pláty, kuličky, váleček) bylo čevabčiči upraveno do několika malých šišek.

## Složení

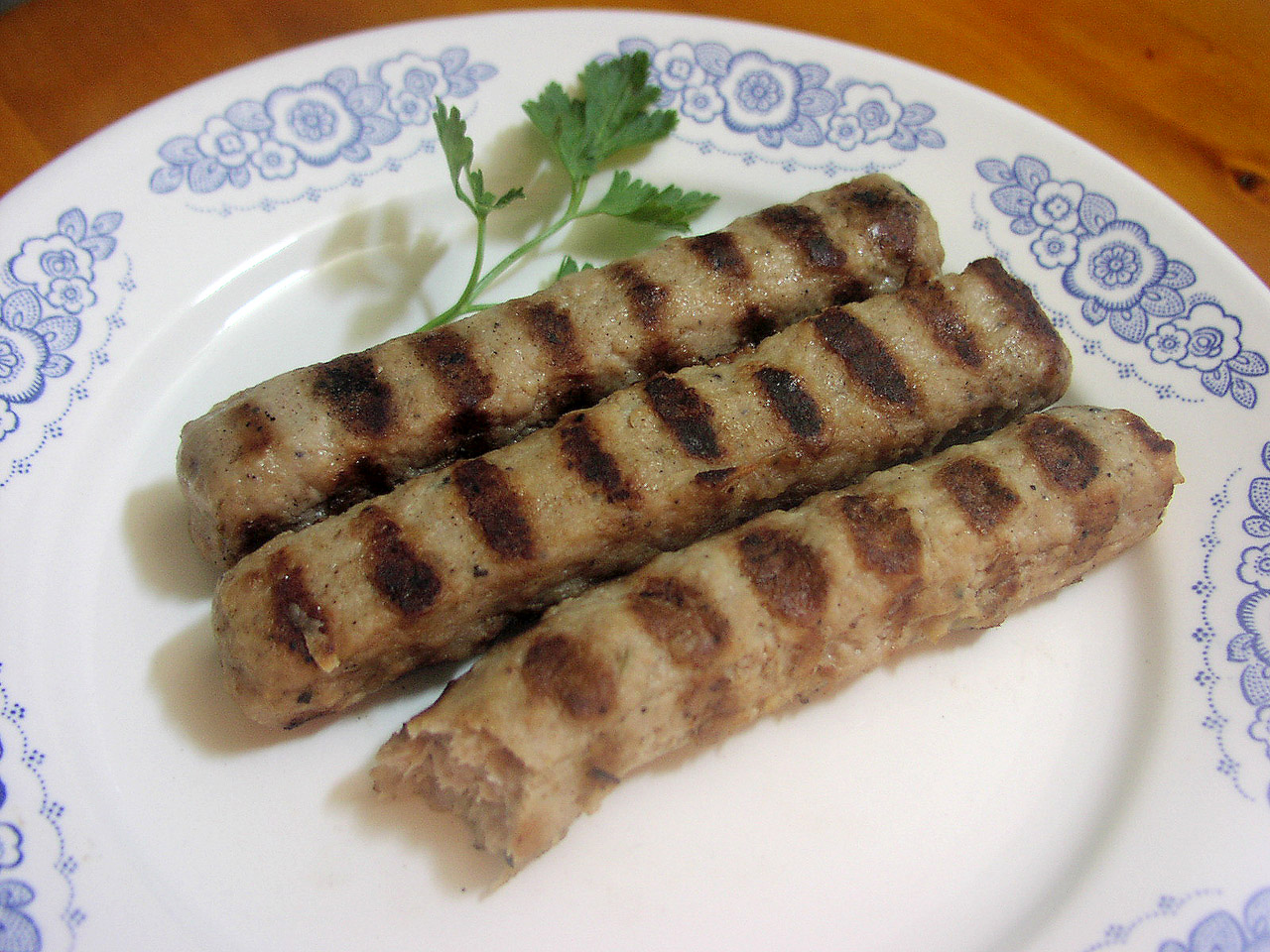
Kebabče z Bulharska

Základem je mleté maso, nejčastěji pak jehněčí. Jeho typickou příměsí je koření čubrica a cibule. Příprava je zpravidla smažením na pánvi. V Česku se zpravidla servíruje s nakrájenou cibulí a hořčicí, přílohou mohou být brambory nebo chléb. V balkánských zemích se servíruje povětšinou grilované s ajvarem a červenou cibulkou.

## Ingredience
- mleté maso
- cibule
- čubrica
- chilli paprika
- česnek
- sůl
- pepř